# Multimedia Home Platform
Multimedia Home Platform (MHP) és un sistema obert de programari intermediari dissenyat pel projecte DVB i estandarditzat per la ETSI. MHP defineix una plataforma comuna per a les aplicacions interactives de la televisió digital, independent tant del proveïdor de serveis interactius com del receptor de televisió utilitzat. D'aquesta manera, MHP afavoreix la creació d'un mercat horitzontal on aplicacions, xarxes de transmissió i terminals MHP puguin ser subministrats per proveïdors o fabricants independents.
L'estàndard MHP suporta diferents tipus d'aplicacions interactives:
- Guia electrònica de programació.
- Serveis d'informació com notícies, esport, superteletext.
- Aplicacions sincronitzades amb el contingut dels programes.
- Correu electrònic i Internet.
- Altres serveis: comerç electrònic, serveis d'educació i salut, entre d'altres.

## Tecnologia

### Arquitectura

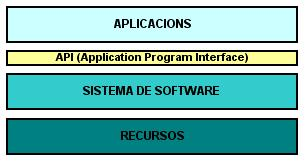
Arquitectura MHP

L'arquitectura MHP defineix tres capes:
- Recursos: Processador MPEG, dispositius E/S, CPU, memòria, sistema de gràfics….
- Sistema de software: Les aplicacions no accedeixen de manera directa als recursos sinó que ho fan a través del sistema de software, que fa de capa intermèdia. L'objectiu d'aquesta capa intermèdia és el de proporcionar portabilitat per a les aplicacions, de manera que la seva utilització no depengui dels recursos a emprar. El sistema de software inclou un administrador d'aplicacions (Navigator) per al control de les aplicacions que s'hi executen.
- Aplicacions: Aplicacions interactives (també anomenades Xlets) rebudes a través del canal de broadcast, conjuntament amb els senyals d'àudio i vídeo convencionals.

### DVB-J
DVB-MHP utilitza el llenguatge de programació Java per a les seves aplicacions i defineix la plataforma coneguda como DVB-J, basada en la Màquina Virtual de Java (JVM) especificada per Sun Microsystems. DVB-J defineix un conjunt d'interfície de programació d'aplicacions genèriques, situades entre les aplicacions i el sistema de pogrmaari, per a proporcionar a les diferents aplicacions accés als recursos dels quals disposa el receptor.
MHP defineix també la plataforma DVB-HTML, menys coneguda atès que la seva especificació no es va completar fins a la versió MHP 1.1.

### Perfils MHP
Es defineixen tres perfils, segons les capacitats del receptor:
- Enhanced Broadcast Profile: Aquest perfil, definit en MHP 1.0, no inclou canal de retorn. Està pensat per a la descàrrega, a través del canal de broadcast, d'aplicacions que puguin proporcionar una interactivitat local (per exemple mitjançant informació d'entrada provinent del comandament a distància, mitjançant gràfics a la pantalla o possibilitant la selecció entre múltiples vídeos/àudios…)
- Interactive Broadcast Profile: També definit en MHP 1.0, aquest perfil si inclou canal de retorn, permetent una comunicació bidireccional amb el proveïdor de serveis interactius. Aquest tipus de receptors permeten així aplicacions com vídeo sota petició, comerç electrònic, tele-votació, concursos interactius…
- Internet Acces Profile: Aquest perfil, detallat amb posterioritat en MHP 1.1, a més d'incloure les capacitats dels dos perfils anteriors, permet l'accés a Internet.

### Seguretat
És necessari garantir la seguretat del sistema per tal d'evitar potencials situacions de risc com, per exemple, que codi no autoritzat pugui ser executat en el receptor. MHP estableix un model de seguretat que cobreix les següents àrees:
- Autenticació de les aplicacions
- Polítiques de seguretat per a les aplicacions
- Autenticació i privadesa del canal de retorn
- Administració de certificats

MHP garanteix la seguretat en totes aquestes àrees mitjançant l'ús de tècniques com la signatura digital, el certificat digital, codis de Hash i algoritmes RSA.

## GEM
MHP permet estendre l'estàndard a altres xarxes de transmissió. Globally Executable Multimedia Home Platform (GEM) va ser creat amb aquesta finalitat: permetre que altres cossos d'estandardització o organitzacions poguessin definir unes especificacions basades en l'estàndard MHP. GEM, basada en MHP versió 1.0.2, elimina els elements específics orientats a DVB, permetent així la seva substitució per d'altres més adients segons l'aplicació. GEM constitueix actualment la base d'estàndards com ACAP (ATSC), ARIB B23 (ARIB) o OCAP (U.S CableLabs).